# Бернациці (Нижньосілезьке воєводство)
Бернацице (пол. Biernacice) — село в Польщі, у гміні Зембіце Зомбковицького повіту Нижньосілезького воєводства. Населення — 290 осіб (2011).
У 1975-1998 роках село належало до Валбжиського воєводства.

## Демографія
Демографічна структура станом на 31 березня 2011 року:
|          | Загалом | Допрацездатний вік | Працездатний вік | Постпрацездатний вік |
| -------- | ------- | ------------------ | ---------------- | -------------------- |
| Чоловіки | 149     | 29                 | 107              | 13                   |
| Жінки    | 141     | 27                 | 83               | 31                   |
| Разом    | 290     | 56                 | 190              | 44                   |